# ジブラルタル包囲戦 (1411年)
1411年に発生した第六次ジブラルタル包囲戦とは、イベリア半島南部に勢力を張るイスラム王朝ナスル朝と、モロッコに勢力を張るイスラム王朝マリーン朝がイベリア半島南部の要衝ジブラルタルを巡って争った戦闘である。この先頭は、イベリア半島において、異なるイスラム王朝同士が争った唯一の戦いとしても知られている。

## 戦闘
5度目のジブラルタル包囲戦の最中、アルフォンソ11世が陣中で崩御したことでカスティーリャ王国は王位継承をめぐり内乱状態に陥った。アルフォンソの嫡子ペドロ1世と庶子エンリケ2世はカスティーリャ王位をめぐり争い、またそれに英仏間の対立(=百年戦争)が絡み合った複雑な国際戦争が王国内で引き起こされ、その余波に対する対応などにも追われていたカスティーリャ王国はジブラルタルに対してまともな対応ができないでいた。
(詳しくは第一次カスティーリャ継承戦争へ)
　これを好機と見た当時のナスル朝の君主ムハンマド5世は1369年、ジブラルタルの対岸に位置する港アルヘシラスを包囲しカスティーリャより奪い取った。(←アルヘシラス包囲戦 (1369年))その後、ムハンマド5世は、カスティーリャ王国内の内乱を収めたエンリケ2世と和睦し、カスティーリャ王国とグラナダ王国との休戦はエンリケ2世の次代フアン1世、それに続くエンリケ3世の頃まで継続された。この休戦状態の間に、ジブラルタルの領有権はマリーン朝からナスル朝に移っていたという。この領有権の移動は何故起きたのか明確にはなっていない。ナスル朝が、マリーン朝での反乱鎮圧を支援するという条件のもとに、マリーン朝よりジブラルタルが譲渡されたのではないかとも言われている。

1407年2月、キリスト教国とイスラム王国との休戦は、フアン2世の治世の頃発生した小競り合いのために解消されてしまった。その後、カスティーリャの艦隊が出撃し、ジブラルタル海峡にてムーア人の艦隊と衝突。イスラム艦隊は壊滅した。キリスト教側に押されつつあったグラナダ王国とマリーン朝は、両君主がジブラルタルで会談を行い、カスティーリャ王国に新たな休戦を求めることで一致した。しかしながら、グラナダ・マリーン両国の関係は君主間の不和ですぐに悪化してしまった。
1410年、ナスル朝グラナダ王国のジブラルタル守備隊がグラナダ王国の君主ユースフ3世に対して反乱を起こし、マリーン朝のスルターン、アブー・サイード・ウトマーン3世（en）に忠誠を誓った。アブー・サイード・ウトマーン3世は兄弟のアブー・サイードに騎兵1,000騎、歩兵2,000人を率いらせてジブラルタルに派遣し、エステポナ、マルベーリャの港や周辺地域の多くの城を占領させた。しかし、1411年、グラナダの反撃でアブー・サイードは撤退してジブラルタルに避難した。ユースフ3世の息子アフマドがジブラルタルを包囲し、数人のモロッコ兵が逃亡するのを阻止した。最終的に、ジブラルタル守備隊の中のグラナダ支持者がグラナダ軍に援助をしジブラルタル城内に侵入する手助けした。その後グラナダ軍はムーア城を襲撃し、アブー・サイードを降伏させ、ジブラルタルの支配を回復した。ジブラルタル奪還が失敗に終わった後、マリーン朝のアブー・サイード・ウトマーン3世はナスル朝のユースフ3世に宛てた手紙においてアブー・サイードを不忠で処刑するように求めた。しかし、グラナダ君主はアブー・サイードに軍を与えて帰国させアブー・サイード・ウトマーン3世に対して反乱を起こさせたが失敗した。